# Казимирова Катерина Григорівна
Катерина Григорівна Казімірова (рум. Ecaterina Cazimirov; 8 грудня 1921 — 3 грудня 2012) — радянська актриса, народна артистка Молдавської РСР (1960).

## Біографія
Катерина Казімірова народилася 8 грудня 1921 року в селі Дойбани I (нині Дубоссарський район (Придністров'я) Молдови).
У 1939 році закінчила Одеське театральне училище і вступила на сцену Молдавського музично-драматичного театру ім. Олександра  Пушкіна в Кишиневі (нині Національний театр імені М. Емінеску).
Померла 3 грудня 2012 року в Кишиневі.
Чоловік актор — Костянтин Тимофійович Константинов (1915—2003). Діти — скульптор Костянтин Константинов (нар. 1943) і режисер-постановник і директор Національного театру опери та балету Елеонора Константинова.

## Визнання і нагороди
- Орден Трудового Червоного Прапора.
- Орден «Знак Пошани».
- Народна артистка Молдавської РСР (1960).
- Медаль «За гражданские заслуги».

## Творчість

### Ролі в театрі
- «Прибуткове місце» Олександра Островського — Поліна[4]
- «Гроза» Олександра Островського — Катерина[4]
- «Бідність не порок» Олександра Островського — Любов Гордіївна[4]
- «Майська ніч» за Миколою Гоголем — Галя[4]
- «Слуга двох панів» Карло Гольдоні — Беатріче[4]
- «Король Лір» Вільяма Шекспіра — Гонерілья[6]
- «Вороги» Максима Горького — Надя[4]
- «Сынзяна і Пепеля» Васіле Александрі — Синзяна[6]
- «Ясси під час карнавалу» Васіле Александрі — Сафта[6]
- «Барабанщиця» Афанасія Салинського — Нілу Сніжко[6]
- «Маскарад» Юрія Лермонтова — баронеса Штраль[6]

### Фільмографія
- 1969 — Десять зим за одне літо
- 1971 — Червона заметіль
- 1972 — Останній гайдук
- 1972 — Віка, я та фейлетон
- 1976 — По вовчому сліду
- 1980 — Де ти, любове?
- 1983 — Вам телеграма…
- 1984 — Маленьке ласку
- 1988 — Шуліки здобутком не діляться